# Strijd tussen Horus en Seth
De strijd van Horus en Seth is een mythe uit de Egyptische mythologie die voorkomt in verschillende vormen. De mythe heeft een duidelijke politieke betekenis omdat het de rechtmatigheid van de troonopvolging als belangrijkste thema heeft. Het is een versie van een sprookje dat ook bekend is uit allerlei latere culturen (AT 613, "The Two Travellers (Truth and Falsehood)").
Het centrale thema is de strijd om de troon van Egypte nadat Seth zijn broer Osiris gedood had. De strijd gaat tussen de rechtmatige troonopvolger, Osiris' zoon Horus en zijn oom Seth die de troon met geweld veroverd heeft.

## Papyrus Chester Beatty I
In de versie van de papyrus Chester Beatty I begint het verhaal met een rechtszaak. Na de dood van Osiris, die een bewind van vrede en voorspoed gevoerd had, maakt zijn broer en moordenaar Seth aanspraken op de troon. Door de magie van Isis heeft Osiris echter toch een zoon en opvolger gekregen. De goden moeten onder voorzitterschap van Ra uitspraak doen,  maar er heerst onenigheid. Hoewel Horus duidelijk de wettige erfgenaam is, zijn vele goden toch voor Seth. Horus is immers nog jong, en zou Seth niet gewoon een betere koning zijn? Immers, hij reist met Ra in de zonneboot en verjaagt diens vijand Apophis. Uiteindelijk wordt de oude oorlogsgodin Neith om raad gevraagd. Zij doet uitspraak: Horus hoort op de troon, maar Seth moet schadeloosgesteld worden. Zij dreigt zelfs  dat de hemel op Egypte zal neerstorten als haar vonnis niet uitgevoerd wordt. Toch zijn de goden het niet eens. In het gekibbel wordt Ra zwaar beledigd en hij trekt zich mokkend terug. Pas als zijn dochter Hathor hem opvrolijkt komt hij terug. Zij laat hem haar schaamdelen zien, waarom hij hartelijk moet lachen.
Om te verhinderen dat Isis zich met de zaak gaat bemoeien verplaatsen de goden het proces naar een eiland. De meesteres van magie en list weet de voerman echter om de tuin te leiden, en eenmaal op het eiland weet zij haar broer Seth een hak te zetten. Zij verandert zich in een prachtige vrouw en zoekt troost bij Seth met het verhaal dat een slechterik haar bestolen en haar zoon het huis uit gegooid heeft. Verontwaardigd uit Seth zijn veroordeling over de slechterik, maar dan wordt hem duidelijk gemaakt dat hij zojuist zichzelf veroordeeld heeft. Horus krijgt alsnog de troon toegewezen. 
De zaak blijft zich toch voortslepen en wordt hoe langer hoe onduidelijker. Uiteindelijk tracht Seth het met een wedstrijd  te beslissen. Horus en Seth veranderen zich beide in een nijlpaard en duiken onder water. Wie zich in de komende drie maanden naar het wateroppervlak begeeft heeft verloren. Isis wil daar niet op wachten. Zij gooit een speer in het water maar verwondt per ongeluk Horus daarmee. Gelukkig kan ze met haar magie de verwonding genezen. De tweede speer treft Seth, maar deze speelt op haar gemoed: hij is tenslotte haar broer. Als ze bezwijkt voor zijn smeken en de speer verwijdert, wordt Horus bevangen door grote woede en hij hakt zijn moeder in razernij het hoofd af. Hij vlucht naar de Westelijke Oases met het hoofd van Isis. Seth achtervolgt hem, deels om wraak te nemen voor de dood van zijn zuster. Hij steekt Horus beide ogen uit. De ogen worden begraven en er groeien lotusbloemen uit. Daarom is de lotus een heilige bloem. Hathor echter geneest Horus' verwondingen met de melk van een gazelle. Inmiddels heeft Thoth ook Isis magisch geheeld door haar een koeienkop te geven.
De goden zijn geschrokken hoe alles uit de hand gelopen is. Zij roepen beide partijen terug, maar tijdens een banket probeert Seth Horus te vernederen en buiten spel te zetten door hem te verkrachten. Horus is hem echter te slim af. Hij slaagt erin het zaad van Seth in zijn handen op te vangen voordat het zijn lichaam kan binnendringen. Hij vlucht naar zijn moeder die zijn hand afsnijdt om zo het zaad van Seth in de moerassen kwijt te kunnen raken. Met haar spreuken heelt zij de verwonding. Horus tracht nu wraak te nemen op Seth. Hij brengt zijn eigen zaad aan op een krop sla, de groente die Seth zo graag lust. Seth eet de sla en zo dringt het zaad van Horus ongemerkt zijn lichaam binnen. Terug in de rechtszaal wordt het zaad van beide goden gevraagd getuigenis af te leggen. In plaats van Seths zaad in Horus, antwoordt het zaad van Horus in de vorm van een gouden zonneschijf uit de top van Seths hoofd. Het zaad van Horus was immers van goddelijke oorsprong. Horus heeft weer gewonnen.
Seth wordt nu pas echt woedend en daagt Horus tot een bootrace uit. Om het interessant te maken staat hij op het gebruik van boten uit steen. Horus verft een boot van hout zó dat deze er als steen uitziet. De boot van Seth is wel van steen en zinkt, maar hij verandert zich snel in een vreselijk nijlpaard dat de boot van Horus aanvalt. 
Nu hebben de goden er genoeg van. Zelfs Osiris, de god van het dodenrijk, zendt een boodschap en de goden besluiten eindelijk dat Horus de nieuwe koning wordt. Toch blijft Seth een belangrijke god die door de zonnegod zeer gewaardeerd wordt. Met de donder die hij veroorzaakt in de hemel verjaagt hij allerlei kwade vijanden.

## Varianten
In een andere versie van het verhaal veranderen Seth en Horus zich in allerlei dieren die elkaar bestrijden. Als Seth zich in een groot rood nijlpaard verandert, wordt hij bij Elephantine gedood. Het nijlwater daar in het diepe zuiden kolkt nog steeds van het enorme gevecht. Horus doodt hem met een speer en Isis hakt zijn lijk in stukken en voert het aan de katten en wormen. Zo moge het een ieder overkomen die het waagt zich te vergrijpen aan de heilige troon van Opper-- en Neder-Egypte.